# Góra Krzyżowa (Wzgórza Strzegomskie)
Góra Krzyżowa (Kromole, Kromoła, Boża Męka, Krzyżna Góra, niem. Spitz Berg, Kreutz-Berg) – szczyt o wysokości 358 m n.p.m. w południowo-zachodniej Polsce na Przedgórzu Sudeckim na Wzgórzach Strzegomskich. Należy do Korony Sudetów Polskich.
Wzniesienie położone jest na północny zachód, od miejscowości Strzegom, na Obszarze Chronionego Krajobrazu, w południowej części Wzgórz Strzegomskich (najwyższe wzniesienie), w Grzbiecie Południowym tego pasma.

## Topografia
Jest to wzniesienie o stromych zboczach, z kopulastym zwieńczonym skałkami wierzchołkiem, tworzy go granitowa intruzja w obrębie paleozoicznych granodiorytów. Na szczycie znajduje się kamienna platforma widokowa z wiodącymi na nią schodkami oraz kilkukrotnie odnawiany i restaurowany krzyż, od którego góra wzięła nazwę. Wierzchołek i górne partie zboczy zajmuje las mieszany, na niższych partiach zboczy ciągną się także pola uprawne. U południowo-wschodniego podnóża położony jest Strzegom. U stóp góry znajduje się pseudogotycki zbiornik wodny (obecnie przepompownia) stylizowana na wieżę obronną.

## Historia

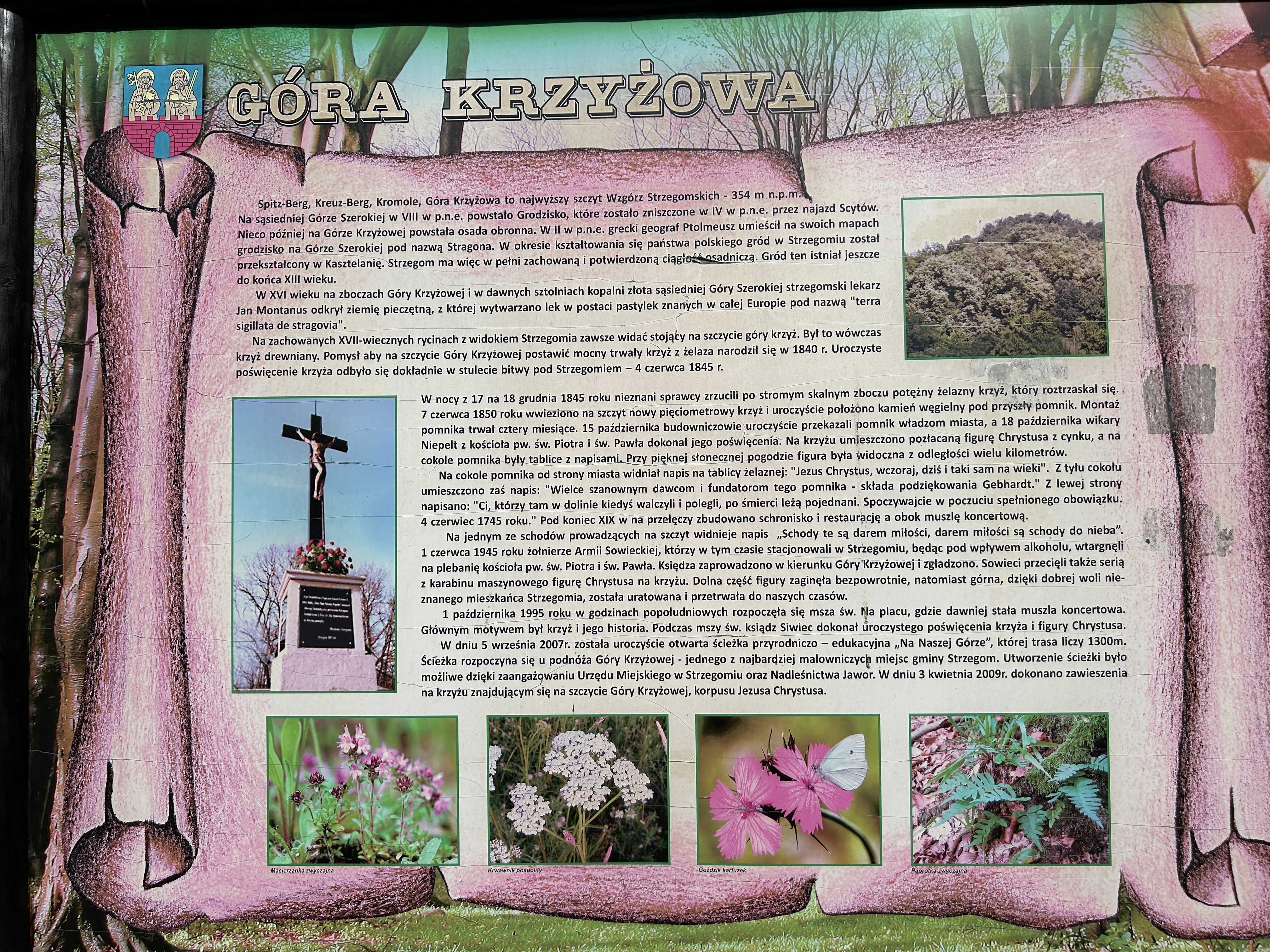
Tablica informacyjna stojąca tuż przy ścieżce, która prowadzi na szczyt góry

W pobliżu góry 4 czerwca 1745 roku miała miejsce jedna z bitew wojen śląskich, bitwa pod Dobromierzem.
Drewniany krzyż na szczycie górował nad Strzegomiem już w XVII wieku (po raz pierwszy wzmiankowany 9.11.1800, kiedy to odnotowano fakt jego zniszczenia przez burzę). W 1840 emerytowany inspektor skarbowy Gebhardt zainicjował zbiórkę środków na postawienie krzyża żelaznego (żeliwnego), który ustawiono na szczycie w czerwcu 1845 w stulecie bitwy pod Dobromierzem w czasie wojen śląskich. Pół roku później, w nocy z 17 na 18 grudnia 1845, nowy krzyż został zrzucony ze szczytu, w wyniku czego uległ zniszczeniu. 18 października 1850 na szczycie odsłonięto kolejny krzyż żelazny (żeliwny) z pozłacaną, wykonaną z cynku figurą Jezusa Chrystusa, która na krzyżu przetrwała do roku 1945. Wówczas figura Jezusa Chrystusa została przepołowiona prawdopodobnie serią z karabinu maszynowego, oddaną przez żołnierzy sowieckich, a w pobliżu krzyża żołnierze sowieccy rozstrzelali ks. Leopolda Klehra. W 1969 górna część figury Jezusa Chrystusa została odnaleziona, przechowana w ukryciu przez ponad 20 lat i 12 marca 1997 zawieszona na specjalnie przygotowanej do tego samej tylko górnej części krzyża w transepcie kościoła św. Piotra i Pawła. Natomiast 14 września 1995 na starym krzyżu żelaznym (żeliwnym) z 1850 roku na szczycie Góry Krzyżowej zawieszono nową figurę Jezusa Chrystusa wykonaną z białego tworzywa sztucznego, której poświęcenia dokonał ksiądz dziekan Stanisław Siwiec. Ta figura później została uszkodzona przez nieznanych sprawców i zdjęta. W latach 2007–2009 dokonano renowacji krzyża, umieszczono tablice pamiątkowe (m.in. upamiętniającą papieża Jana Pawła II, który ustanowił diecezję świdnicką i pierwszego biskupa świdnickiego Ignacego Deca) i 3-go kwietnia 2009 r., podczas uroczystości z udziałem biskupa świdnickiego Ignacego Deca, poświęcono i zawieszono nową, odlaną z brązu figurę Jezusa Chrystusa, której górna część jest wzorowana na tej z 1850 roku, zawieszonej w transepcie bazyliki strzegomskiej.
W czasach istnienia w Strzegomiu jednostki wojskowej strome zbocza góry służyły do ćwiczeń wojska a przez żołnierzy górę nazywano: Krzyżową Górą, Górą Płaczu lub Krwawą Górą.

## Szlaki turystyczne
- Szlak Martyrologii Jawor – Groß-Rosen - Strzegom[5][6]